# Hernán Vieira
Hernán Eduardo Vieira Herrera (20 de septiembre de 1942—22 de marzo de 2014) fue un profesor y político chileno, que se desempeñó como gobernador de la provincia Cardenal Caro entre 1990 y 1994.

## Biografía
Nació en Viña del Mar el 20 de septiembre de 1942, hijo de Misael Vieira González y Olga Herrera Mondaca. Profesor de ciencias naturales, ejerció la docencia desde 1962 en su ciudad natal, y fue director de varias escuelas allí. Con posterioridad obtuvo los títulos de administrador educacional, orientador educacional y consejero vocacional.
Se casó en 1965, en Villa Alemana, con Genoveva Echeverría Villablanca. Tuvieron cuatro hijos.
Se radicó en Pichilemu en 1980, como parte del equipo de supervisores creado por la Delegación Provincial de Educación, hoy Dirección Provincial de Cardenal Caro.
En 2006 ejerció como director de la Escuela Pueblo de Viudas de Pichilemu. Tras retirarse, fue presidente del Club de Adulto Mayor Renacer.

## Carrera política
El presidente Patricio Aylwin lo nombró gobernador de la provincia Cardenal Caro el 11 de marzo de 1990, el primero tras el retorno a la democracia en el país. Ejerció dicho cargo hasta igual fecha del año 1994. Aunque al asumir como autoridad provincial Vieira era independiente, se integró poco después al Partido Demócrata Cristiano.
Durante el gobierno de Eduardo Frei Ruiz-Tagle se desempeñó como director regional del Servicio Nacional del Consumidor (SERNAC) (1994-2000).
En 2008 fue candidato a concejal de Pichilemu, aunque no logró ser electo.

## Muerte

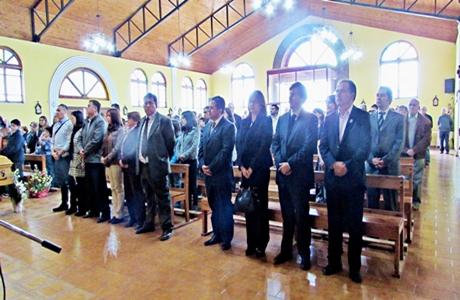
Funeral de Vieira, marzo de 2014.

A fines de 2013 sufrió una crisis vascular, por lo que fue hospitalizado en el Hospital Regional de Rancagua. Tras ser dado de alta brevemente en marzo de 2014, retornó al recinto asistencial el 20 de marzo, falleciendo allí dos días más tarde. Tenía 71 años.